# Самбатукса (река)
Самбатукса — река в России, протекает по Олонецкому району Карелии.
Исток — южнее деревни Речная Сельга, протекает мимо деревни Самбатукса.
Устье реки находится в 21 км по левому берегу реки Мегреги. Длина реки составляет 28 км, площадь водосборного бассейна 106 км².

## Данные водного реестра
По данным государственного водного реестра России относится к Балтийскому бассейновому округу, водохозяйственный участок реки — Водные объекты бассейна оз. Ладожское без рр. Волхов, Свирь и Сясь, речной подбассейн реки — Нева и реки бассейна Ладожского озера (без подбассейна Свирь и Волхов, российская часть бассейнов). Относится к речному бассейну реки Нева (включая бассейны рек Онежского и Ладожского озера).
Код объекта в государственном водном реестре — 01040300212102000011839.